# ÖBB 2066
Die Reihe 2066 der ÖBB war eine Verschubdiesellok. Der Einsatz des Einzelstückes beschränkte sich vorwiegend auf das Schienennetz der ÖBB Hauptwerkstätte Floridsdorf.

## Geschichte
Nach Ende des Zweiten Weltkriegs befanden sich in einigen österreichischen Rüstungsbetrieben C-gekuppelte Werkslokomotiven von Deutz. Die Reste einer dieser Loks mit der Nummer HF 25.901 verblieben in der Hauptwerkstätte St. Pölten. Sie wurde vorerst jedoch nicht reaktiviert, da befürchtet wurde, eine funktionsfähige Lokomotive würde von der sowjetischen Besatzungsmacht beansprucht werden. Erst nach dem Staatsvertrag wurde die Maschine, da nur Rahmen, Radsätze und Blindwelle vorhanden waren, umfangreich rekonstruiert. Am 1. Juni 1955 erfolgte die Fertigstellung und die Lokomotive erhielt die Nummer 2066.01. Nach einem kurzen Einsatz in der Hauptwerkstätte Floridsdorf kam sie ab Jänner 1956 in der Werkstätte Jedlersdorf zum Einsatz, wo sie ab dem 1. Jänner 1957 als Werkslok 050 bezeichnet wurde.

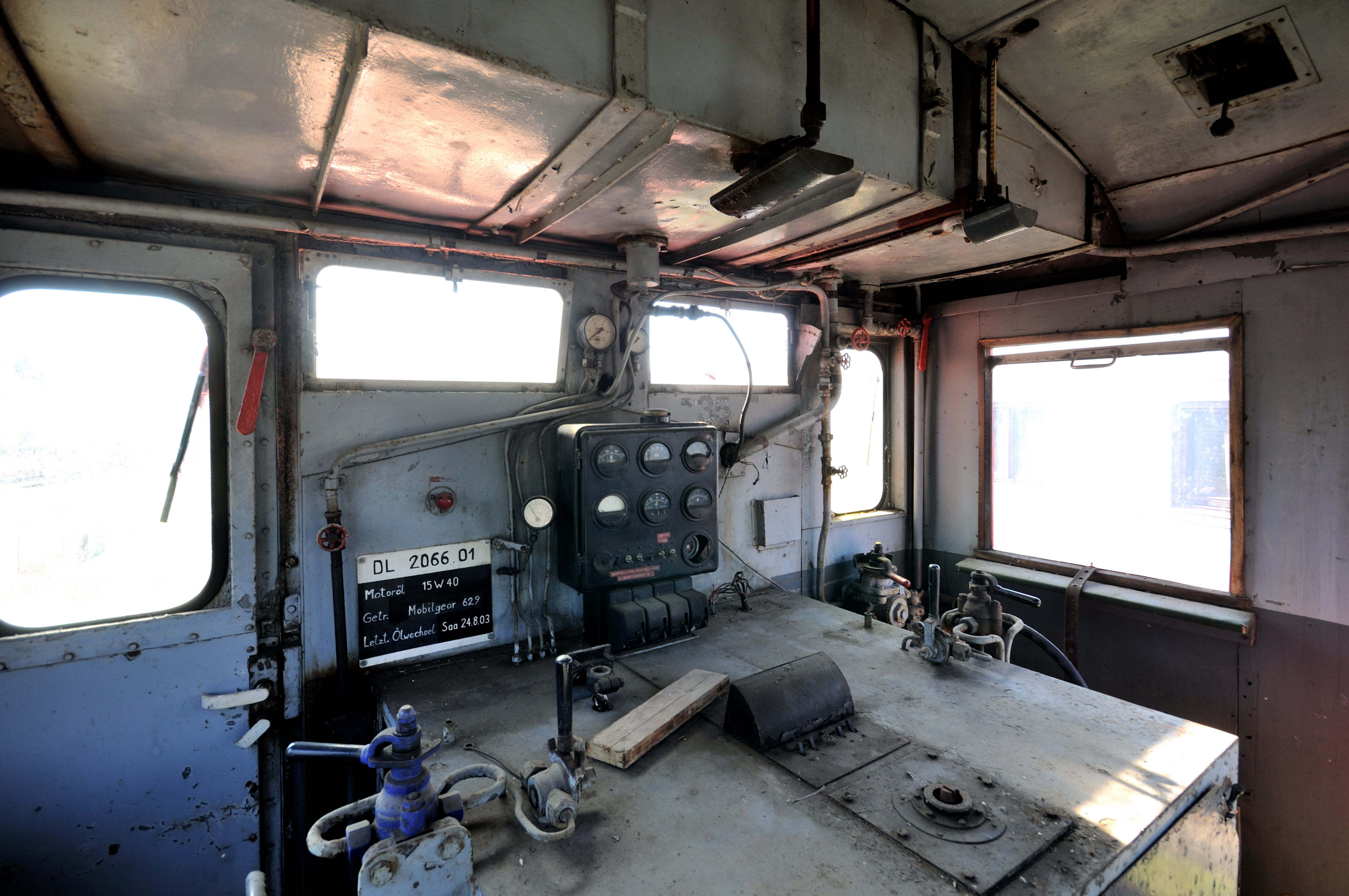
Führerstand der 2066.001

Nach der Aufnahme des Schnellbahnbetriebs am 17. Jänner 1962 wurde beschlossen, die Lok wieder in der HW Floridsdorf einzusetzen, da für den Verschub der Triebwagen der Reihe 4030 ein Triebfahrzeug mit einer hohen Zugkraft im unteren Geschwindigkeitsbereich benötigt wurde. Da das Verschubaufkommen in den darauffolgenden Jahren stark anstieg und die Druckluftbremse aufgrund der starken Neigungen von bis zu 18 Promille teilweise nicht mehr ausreichte, wurde im Zuge einer Teilausbesserung 1971 eine Wagenzugbremse eingebaut. Außerdem wurde der für die Kühlwasservorwärmung eingebaute kohlenbefeuerte Unterflurofen durch eine Webasto-Heizung ersetzt. 1973 wurde zusätzlich eine Lichtmaschine eingebaut.
Ab dem 1. Februar 1974 wurde die Lok wieder als 2066.01 bezeichnet und buchmäßig in Wien Nord stationiert. Allerdings kam sie dorthin nur zur Betankung und zu Fristarbeiten – der Verschubeinsatz erfolgte weiterhin in der Hauptwerkstätte Floridsdorf. Im Rahmen einer weiteren Teilausbesserung verlor die Lokomotive ihren tannengrünen (RAL 6009) Anstrich und erhielt eine blutorange Lackierung (RAL 2002). 1991 erhielt sie ihre letzte Lackierungsvariante in Anlehnung an das sogenannte Valousek-Design der 1990er Jahre (Verkehrsrot RAL 3020, Grauweiß RAL 9002 & Umbragrau RAL 7020).
Am 1. Jänner 1994 wurde die Lokomotive ausgemustert. Sie ist heute im Besitz des „Club Blauer Blitz“. Von Juli 2010 bis Juni 2014 war sie am Lokalbahnhof in Mistelbach (Kultur- und Erlebnisbahnhof Mistelbach – Verein Neue Landesbahn) ausgestellt. Danach wurde die 2066.01 in das Eisenbahnmuseum Strasshof überstellt, wo sie derzeit besichtigt werden kann.
Eine nur in Details abweichende zweite Lokomotive wurde ebenfalls in der Hauptwerkstätte St. Pölten aufgebaut und mit der Nummer 2166.01 als Werkslokomotive dort eingesetzt.

## Konstruktion/Technik
Die Lokomotive hat einen dieselelektrischen Antrieb. Sie bekam beim Umbau einen Tausch-Dieselmotor eines Triebwagens der Reihe 5041 vom Typ SGPW8/R8 eingebaut. Außerdem kam ein ELIN Tauschgenerator der Reihe 5042 sowie ein passender Fahrmotor vom Typ BBC GDTM 2374 zum Einsatz. Die Lokomotive besitzt einen Innenrahmen. Der Antrieb erfolgt über eine Blindwelle und Stangen auf die mittlere Achse. Alle drei Achsen sind über Kuppelstangen miteinander verbunden.